# Mühlsandstein
Mühlsandstein ist eine lokale Formation einer Sandsteinsorte. Sie wurde in der Umgebung von Waldshut in Baden-Württemberg als Mühlsteinbank großteils bergmännisch in unterirdischen Steinbrüchen abgebaut und hauptsächlich zur Herstellung von Mühlsteinen verwendet.

## Geologie
Die Schichten des Waldshuter Mühlsandsteins liegen unmittelbar auf einer eisenführenden Gneisschicht des Grundgebirges auf. Dieses Grundgebirge wird von einem Deckgebirge des Buntsandstein überlagert. Die Schichten des Deckgebirges setzen sich aus dem oben liegenden roten Tonstein der Röt-Formation, darunter liegendem tonigen, roten und violetten Sandstein mit Karneol – einer gebänderten Varietät des Chalcedons – und unten liegendem groben Mühlsandstein zusammen.

## Vorkommen
Sandsteinbrüche wurden im Hotzenwald in den Vorkommen des Oberen Buntsandstein betrieben. Die besten Qualitäten zur Anfertigung von Mühlsteinen wurden in der Waldshuter Mühlsteingrube und in der Kilianschen Mühlsteingrube angetroffen.

## Gesteinsbeschreibung
Mühlsandstein besteht aus verkieseltem Quarz und ist sehr fest. Der Siliciumdioxidanteil liegt zwischen 98,68 und 99,56 %. Die Farbe ist Weiß bis zu einem schwachen Lila. Die mühlsteinfähige Schicht hat eine Mächtigkeit von 7 bis 8 Fuß (2,10 bis 2,40 m), was je 2 bis 4 Mühlsteine ergab.

## Verwendung
Für die Fertigung von Mühlsteinen und schnelllaufender Schleifsteine konnte nur die beste Qualität verwendet werden. Steine mit Rissen oder zusammengesetzte Steine wurden mit schmiedeeisernen Bändern umgürtet, sie waren wesentlich billiger.
Die Standardgröße der Mühlsteine betrug etwa 1,20 m im Durchmesser, im sonstigen Schwarzwald 1,04 m. Es wurden aber auch spezielle Steingrößen hergestellt, ein einzelner Mühlstein hatte einen Durchmesser von 3,813 m. Die Mühlsteindicken wurden nach Kundenwünschen gefertigt.
In den anderen benachbarten kleineren Gruben und Steinbrüchen wurden weniger mühlsteinfähige Mengen und Qualitäten angetroffen. Die Buntsandsteinbrüche bei Unteralpfen wurden eröffnet um Bau- und Werksteine für den Neubau des Klosters St. Blasien zu gewinnen. Dort gewonnene Steine fanden unter anderem Verwendung bei Brückenbauten für die Hochrheinbahn und den Bau der Kirche in Unteralpfen. Stratigraphisch vergleichbare Sandsteine finden sich auch in der Burg Roggenbach, der Ruine Steinegg und der Burgruine Wieladingen.